# Asif Ali Zardari
Asif Ali Zardari (en ourdou : آصف علی زرداری, en sindhi : آصف علي زرداري), né le 26 juillet 1955 à Nawabshah dans la province du Sind au Pakistan, est un homme d'affaires et homme d'État pakistanais membre du Parti du peuple pakistanais, président de la république islamique du Pakistan de 2008 à 2013 et depuis 2024.
Il est veuf de l'ancienne Première ministre assassinée Benazir Bhutto, avec laquelle il s'est marié en 1987. Coprésident de 2007 à 2015 du Parti du peuple pakistanais (PPP), il devient président de la République le 9 septembre 2008. Il promulgue une réforme constitutionnelle, le 19 avril 2010, qui redonne au régime politique sa forme parlementaire en privant le président de la plupart de ses pouvoirs discrétionnaires, transférés dorénavant vers le Premier ministre.
Asif Ali Zardari fait l'objet depuis les années 1990 de nombreuses accusations de corruption et détournements de fonds publics, alors qu'il fait partie des premières fortunes du pays. Il est emprisonné de 1997 à 2004 et fait depuis lors toujours l'objet de poursuites judiciaires. Alors qu'il cède théoriquement en 2015 la direction du PPP à son fils Bilawal, il garde une forte influence sur les orientations du parti. Le 20 mars 2024, il est de nouveau président de la République, en échange du soutien de son parti au gouvernement de Shehbaz Sharif.

## Famille et vie privée
Asif Ali Zardari est un musulman chiite issu d'une famille influente et riche de la province du Sind. Son père, Hakim Ali Zardari (1930-2011), a été le chef d'une tribu de la province et un homme politique pakistanais. Hakim a commencé sa carrière politique en 1965 et a été élu député en 1970, 1988 et 1993 sous l'étiquette du Parti du peuple pakistanais.
Le 18 décembre 1987, Asif épouse à Karachi Benazir Bhutto, qui était aussi une musulmane chiite. Elle avait alors 34 ans et lui 31. Leur mariage était à l'époque qualifié par les observateurs de mariage « politique ». Benazir étant alors la principale figure de l'opposition au régime du général Zia et elle était critiquée par certains pour son célibat. À l'époque, Zardari disait à propos de sa fiancée : « j'aime sa personnalité, le fait qu'une femme se batte seule contre le monde entier ». Le couple aura trois enfants : Bilawal (né en 1988), Bakhtawar (née en 1990) et Asifa (née en 1994).
La famille de Zardari possède le château de la Reine Blanche au Mesnil-Lieubray, en Normandie (France).
La fortune personnelle de Zardari est estimée à près d'1,8 milliard de dollars, ce qui ferait de lui le deuxième homme le plus riche du pays. Il a acquis la majorité de sa fortune durant le mandat de Premier ministre de son épouse.

## Carrière politique

### Gouvernement Bhutto et accusations de corruption

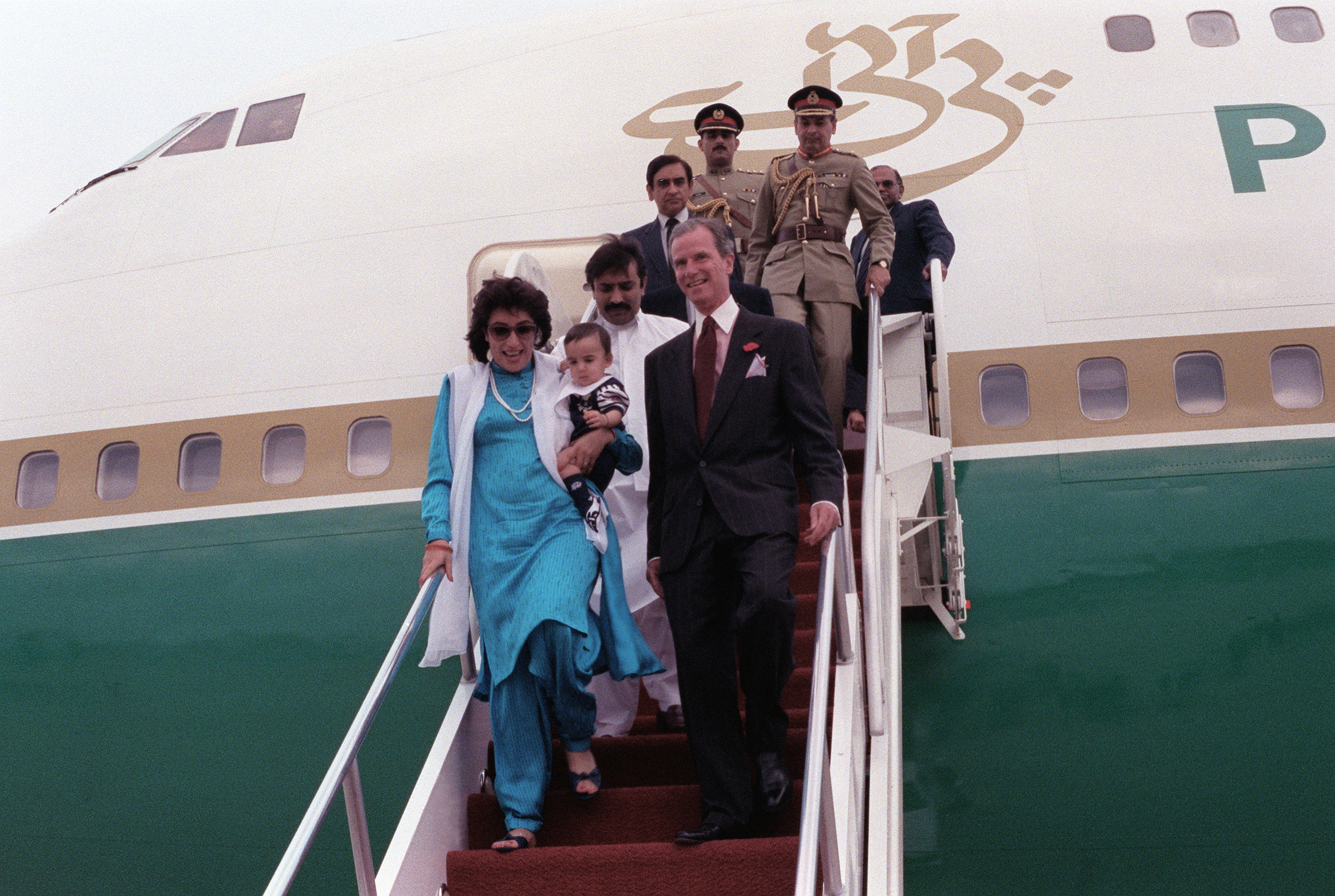
Zardari accompagne sa femme Benazir Bhutto, Premier ministre, lors d'une visite officielle aux États-Unis en 1989.

Asif Ali Zardari siège comme membre de l'Assemblée nationale du Pakistan et ministre de l'Environnement et de l'investissement au cours du second mandat de Premier ministre de son épouse. Son dernier poste est sénateur jusqu'en 1999, année où le Sénat et les Assemblées ont été dissoutes par Pervez Musharraf, qui a pris les rênes du gouvernement après un coup d'État contre le Premier ministre Nawaz Sharif.
En 1990, Zardari est arrêté sous l'accusation de chantage se fondant sur des allégations selon lesquelles il aurait reçu des commissions de deux hommes pakistanais possédant leur compte en banque en Suisse. Cependant, les accusations sont retirées quand il est libéré de prison en 1993 et les chefs d'accusations sont effacés lorsque son épouse redevient Première ministre. En 2008, la justice suisse ferme le dossier après que le ministère public a constaté le manque de preuve. C'est à ce moment-là qu'il gagne son surnom de « Monsieur 10 % », en référence aux commissions qu'il était accusé de percevoir.
Après que le gouvernement Bhutto a été de nouveau démis, Zardari est maintenu en détention de 1997 à 2004 sous inculpation de corruption et de meurtre. Il est libéré sous caution en novembre 2004 quand un juge déclare que toutes ces accusations ne sont pas fondées, alors que des allégations de pression sur le juge ont également été faites.

### Exil et retour au pays
Après avoir été libéré de prison en novembre 2004, Zardari a vécu à Manhattan et Dubaï jusqu'en 2007.
À la suite de l'assassinat de son épouse Benazir Bhutto, le 27 décembre 2007, Zardari rentre au Pakistan pour assister à ses funérailles le lendemain. Il est élu coprésident du Parti du peuple pakistanais, le 30 décembre, au cours d'une assemblée extraordinaire, tandis que son fils Bilawal Bhutto Zardari en devient quant à lui président, selon le souhait de sa mère.

### Président de la République (premier mandat)

#### Élection

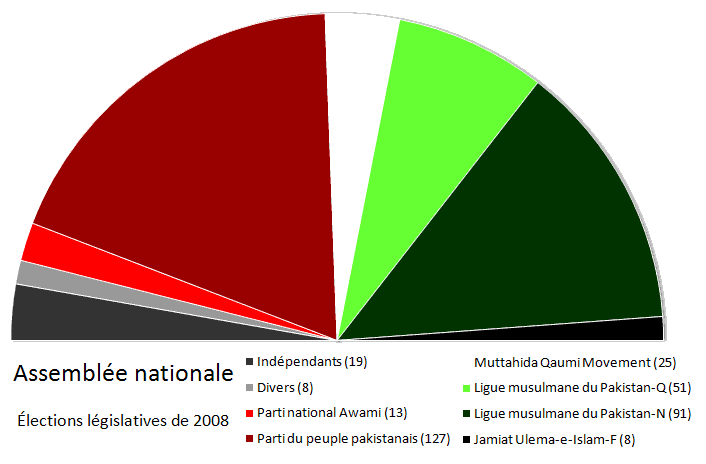
Composition de l'Assemblée nationale après les élections de 2008 et compte tenu des élections partielles.

Alors qu'Asif Ali Zardari a été élu coprésident du Parti du peuple pakistanais (PPP), ce dernier remporte les élections législatives du 18 février 2008, en remportant environ 30 % des voix et une majorité relative à l'Assemblée nationale. Youssouf Raza Gilani devient en mars 2008 Premier ministre, à la tête d'un fragile gouvernement de coalition qui comprenait alors notamment la Ligue musulmane du Pakistan (N) de Nawaz Sharif, arrivée deuxième aux élections. Youssouf Raza Gilani est un proche de Zardari et était également un proche de Benazir Bhutto. Zardari était pressenti pour devenir Premier ministre après son élection comme député.
En août 2008, après la démission du président Pervez Musharraf, Zardari devient candidat à l'élection présidentielle. Ce choix est contesté par la Ligue musulmane du Pakistan (N) qui quitte la coalition et présente son propre candidat. La coalition parlementaire dominée par le Parti du peuple pakistanais conserve toutefois sa majorité absolue.
Le 6 septembre 2008, Asif Ali Zardari est élu président de la République en recueillant 481 suffrages des 702 grands électeurs du collège électoral (composé de l'Assemblée nationale, du Sénat, et des quatre assemblées provinciales). Il est assez impopulaire au sein de l'opinion publique pakistanaise dès son accession à la présidence du fait de ses accusations de corruption, et profite grâce à sa position d'une immunité pénale.

#### Réforme constitutionnelle

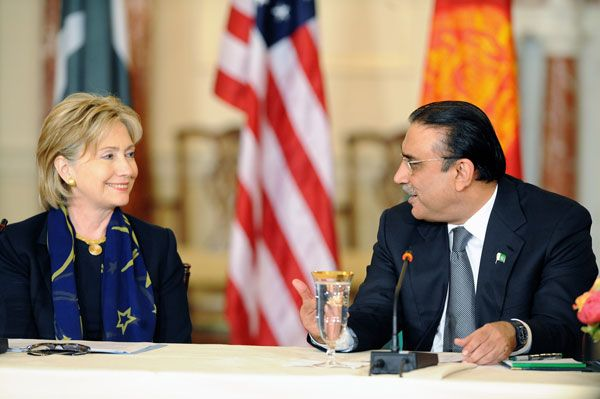
Le président Zardari et Hillary Clinton en mai 2009.

Alors que son impopularité augmente, Zardari consent finalement à une réforme constitutionnelle qui le privera de ses pouvoirs discrétionnaires les plus importants, transférés vers le Premier ministre et le Parlement. Cette réforme, déposée devant le Parlement par le Premier ministre Gilani et votée en avril 2010, vise à redonner au régime politique pakistanais sa valeur originelle de la Constitution de 1973, à renforcer le rôle du Parlement et à accélérer la décentralisation du pouvoir au profit des provinces. Zardari aurait pu empêcher la réforme puisqu'il disposait du pouvoir de révoquer le Premier ministre et de dissoudre l'Assemblée nationale. Il ne dispose désormais plus de ces derniers pouvoirs. La réforme lui retire également le pouvoir de nommer les juges de la Cour suprême ainsi que les hauts postes militaires.
Zardari signe l'amendement constitutionnel le 19 avril 2010 lors d'une cérémonie officielle. Le principal chef de l'opposition, Nawaz Sharif, a accepté l'invitation du président et a assisté à la cérémonie.
Malgré le vote de la réforme, il garde de fait un rôle important, notamment grâce à sa position au sein du Parti du peuple pakistanais.

#### Insécurité et relations avec les militaires
Zardari fait face à une insurrection islamiste provenant du Nord-Ouest du pays. Son mandat correspond à une reprise des offensives de l'armée contre les insurgés après de vaines tentatives de paix début 2009.
Zardari entretiendrait des relations difficiles avec les militaires, et notamment avec le chef de l'armée Ashfaq Kayani (depuis 1977, deux chefs de l'armée ont pris le pouvoir par des coups d'État contre le pouvoir civil). Selon les communications de diplomates américains divulguées par WikiLeaks, Zardari aurait choisi sa sœur Faryal Talpur, députée à l'Assemblée nationale, pour lui succéder s'il devait quitter brutalement le pouvoir. Selon ces mêmes informations, Ashfaq Kayani aurait une très faible considération envers Zardari et préférerait voir Faryal Talpur présidente.
Le président Zardari est déstabilisé par l'affaire du « memogate » alors que le gouvernement civil, et plus particulièrement le président sont accusés d'avoir cherché le soutien des États-Unis pour prévenir un coup d'État militaire après la mort d'Oussama ben Laden en échange d'un changement de politique sécuritaire qui inclurait le départ des dirigeants de l'armée. À partir d'octobre 2011, les tensions sont très fortes entre le gouvernement et l'armée, surtout fin décembre, et les rumeurs de coup d'État sont très fortes.

#### Critiques

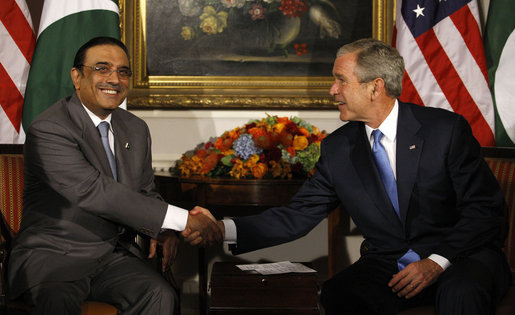
Zardari et le président George W. Bush le 23 septembre 2008.

Zardari est impopulaire dès son accession au pouvoir parmi l'opinion pakistanaise. Il pâtit alors des accusations de corruption formulées à son encontre après le second mandat de Premier ministre de son épouse, et est largement considéré comme un homme corrompu. Il est aussi accusé d'être éloigné des préoccupations de la population pakistanaise. De plus, il apparait peu durant les moments de crises et s'adresse rarement à la Nation. Ses opposants l'accusent souvent de faiblesse ou d'incompétence. Début 2010, la popularité de Zardari au sein de l'opinion pakistanaise n'est que de 20 %. Selon une nouvelle étude de juin 2011, elle tombe à 11 %.
Durant les inondations de 2010 au Pakistan, le président était en tournée européenne, en France et au Royaume-Uni. Malgré la gravité des événements et la proportion importante de la population touchée, il refuse alors d'annuler son voyage, ce qui provoque la colère de nombreux Pakistanais. Il rentre finalement le 9 août puis se rend dans les zones sinistrées. Il défend son attitude qu'il a jugée utile afin d'attirer l'attention de la communauté internationale sur la catastrophe.

#### Relations avec l'autorité judiciaire
Au début de son mandat, le président refuse de rétablir dans sa position l'ancien président de la Cour suprême Iftikhar Muhammad Chaudhry, qui avait été révoqué par l'ancien président Pervez Musharraf, malgré un accord signé entre Benazir Bhutto et Nawaz Sharif en faveur de ce rétablissement. Zardari craint qu'il n'annule à nouveau l'ordonnance nationale de réconciliation qui prévoit une amnistie pour de nombreux hommes politiques, et notamment pour les cas d'accusations de corruption qui existent contre lui. Finalement, sous la pression du mouvement des avocats et de l'opposition, Iftikhar Muhammad Chaudhry est rétabli en mars 2009. Le 16 décembre 2009, la Cour suprême annule l'ordonnance nationale de réconciliation et demande au gouvernement de faire relancer la procédure judiciaire en Suisse concernant les comptes bancaires de Zardari et des soupçons de détournements de fonds. Cependant, le Premier ministre Youssouf Raza Gilani refuse d'accéder à cette demande, invoquant une immunité du président. Le 13 février 2012, la Cour suprême inculpe le Premier ministre pour outrage à la justice, puis il est reconnu coupable et condamné. Le 19 juin 2012, Gilani est destitué par la Cour suprême et il est remplacé trois jours plus tard par Raja Pervez Ashraf. Ce dernier entre à nouveau en conflit avec la Cour, refusant à son tour de demander la réouverture de l'enquête.

#### Relations internationales

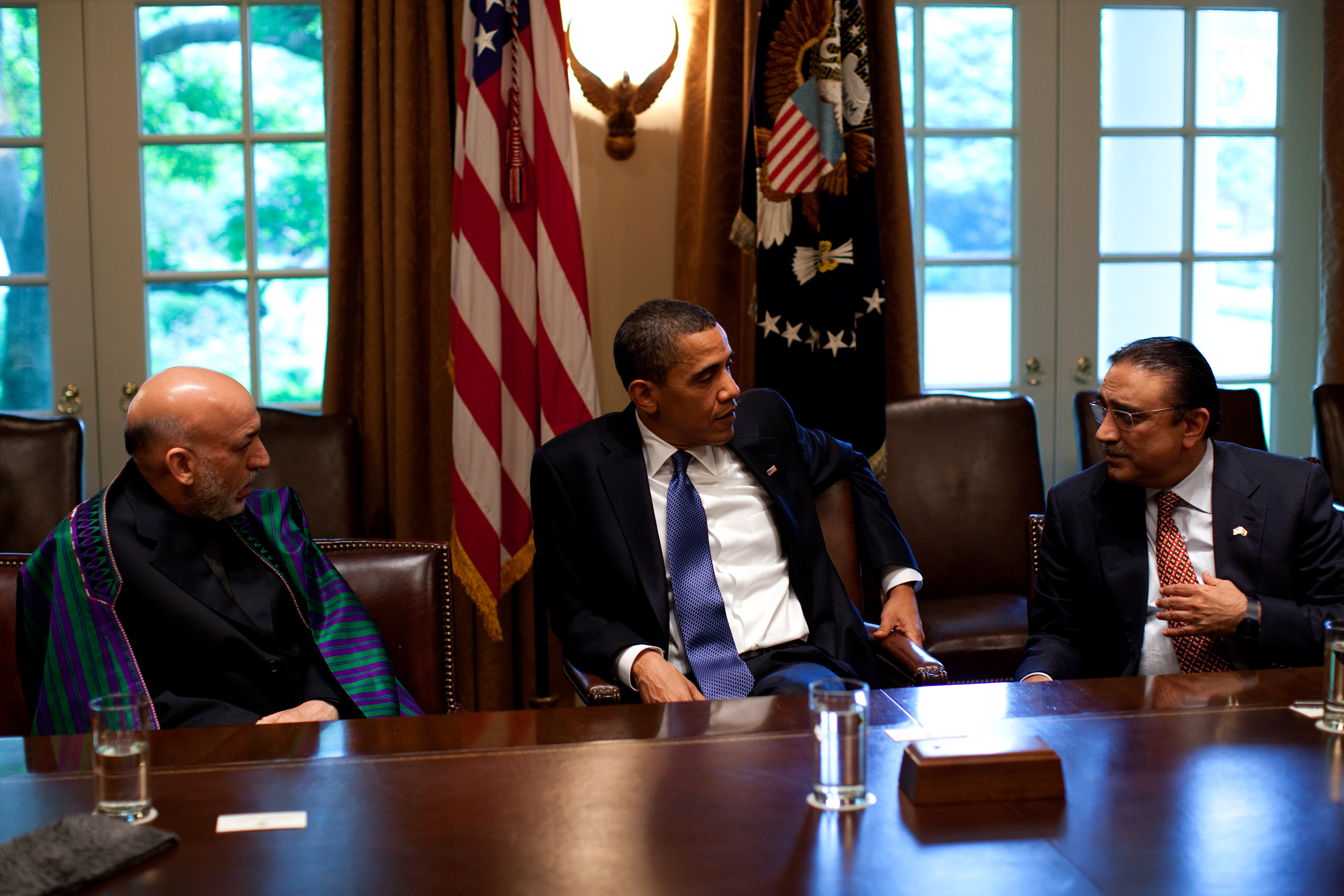
Zardari à Washington avec Barack Obama et Hamid Karzai.

En 2008, après un premier voyage officiel en Chine, il rencontre notamment Sarah Palin aux États-Unis le 25 septembre, et alors que celle-ci portait une jupe, il lui dit « je pourrais vous faire un câlin ». Ses paroles ont notamment provoqué une fatwa (non violente) déclarant que les jupes courtes étaient « anti-islamique » mais aussi des critiques de la part de féministes et d'éditorialistes pakistanais, fustigeant le comportement sexiste et le manque de diplomatie de leur dirigeant.
En mai 2009, Zardari rencontre Barack Obama et Hamid Karzai à Washington afin de discuter des problèmes de sécurité entre le Pakistan et l'Afghanistan.
En octobre 2009, il rencontre le pape Benoît XVI en vue de discuter des problèmes de la minorité chrétienne au Pakistan.
À l'occasion d'une tournée européenne, en août 2010, il rencontre le président français Nicolas Sarkozy, puis le Premier ministre David Cameron, à Londres, où il reste cinq jours, dans le but d'établir un partenariat renforcé avec le Royaume-Uni. Sa tournée a lieu alors que le Pakistan doit faire face aux plus grandes inondations de son histoire, qui provoquent de nombreux morts et des millions de réfugiés.

### Après la première présidence
Après la fin de ses fonctions de président, Asif Ali Zardari conserve son influence sur le Parti du peuple pakistanais et reste donc actif dans le jeu politique. En 2015, il cède officiellement la présidence du parti à son fils Bilawal Bhutto Zardari qui mène la campagne électorale des législatives de 2018. Toutefois, selon l'analyste politique Irfan Husain, Zardari garde la main haute sur les orientations du parti et les consignes de votes des élus. Ce serait notamment lui qui aurait empêché un rapprochement trop important avec le reste de l'opposition après les élections de 2018. Zahid Hussain note pour sa part que beaucoup des décisions importantes du parti transitent encore par Zardari et sa sœur Faryal Talpur, dont l'influence reste importante dans la province du Sind.
Le 8 juillet 2018, il est soupçonné par la Cour suprême au sujet d'une nouvelle affaire de corruption et de blanchiment d'argent. Le 10 juin 2019, il est emprisonné, avant d'être libéré sous caution le 11 décembre 2019 pour raison de santé, sur décision de la Haute Cour d'Islamabad.
Il redevient député après les élections législatives de 2024. Conformément à l'accord de coalition conclu entre le PPP et la Ligue musulmane de Shehbaz Sharif, ce dernier est désigné comme Premier ministre cependant que Zardari se porte candidat pour retrouver le poste de président.

### Deuxième présidence de la République
Le 9 mars 2024, Asif Ali Zardari est élu président de la République pour un deuxième mandat en obtenant 69,43 % des voix au sein du collège électoral.